# Cato Deciano
Cato Deciano foi um procurador romano que serviu na Britânia ocupada pelo Império Romano aproximadamente em 60 d.C..

## Biografia
Apropriou-se de toda a herança do rei dos icenos que protestaram do abuso, na pessoa da sua rainha viúva Boadicéia. Cato Deciano então, ordenou às suas tropas sufocar o protesto, e estas ultrapassaram-se no emprego da força, açoitando a rainha e violando as suas filhas, o que ocasiou uma das mais sangrentas revoltas em territórios dominados pelo Império Romano, ao ver que a situação criada por ele se complicara, fugiu (demonstrando toda a sua covardia e baixeza) e deixou a cargo do governador romano da Britânia sufocar a revolta.